# Typhlodromus garhwalicus
Typhlodromus garhwalicus är en spindeldjursart som beskrevs av Gupta 1982. Typhlodromus garhwalicus ingår i släktet Typhlodromus och familjen Phytoseiidae. Inga underarter finns listade i Catalogue of Life.